# Bry-sur-Marne
Bry-sur-Marne település Franciaországban, Val-de-Marne megyében. Lakosainak száma 18 095 fő (2022. január 1.). Bry-sur-Marne Neuilly-Plaisance, Noisy-le-Grand, Champigny-sur-Marne, Le Perreux-sur-Marne, Villiers-sur-Marne és Nogent-sur-Marne községekkel határos.

## Népesség
A település népességének változása:
| Lakosok száma | 16 423 | 16 594 | 16 905 | 16 624 | 16 919 | 17 525 | 17 592 | 17 400 | 18 095 |
|               | 2013   | 2015   | 2016   | 2017   | 2018   | 2019   | 2020   | 2021   | 2022   |